# 옐레나 포드카민스카야
옐레나 포드카민스카야(러시아어: Еле́на Подками́нская, 1979년 4월 10일 ~ )는 러시아의 배우이다.